# Ліптов (регіон)

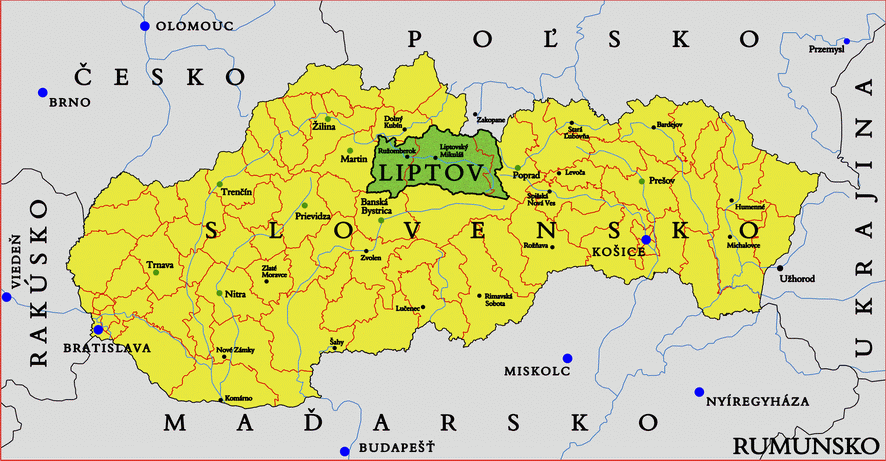
Липтов

Ліптов (словац. Liptov, угор. Liptó) — історична область Словаччини. Центр — Ліптовський Мікулаш.

## Географія
Територія в районі Низьких Татр у сучасних округах Ліптовський Мікулаш та Ружомберок.

## Центр
Першим центром Ліптова був Ліптовський Град, пізніше Ліптовська Мара, Немецка Люпча, а з 1677 — Ліптовський Мікулаш.